# Аннель
Анне́ль (фр. Annelles) — коммуна во Франции, находится в регионе Шампань — Арденны. Департамент коммуны — Арденны. Входит в состав кантона Жюнивиль. Округ коммуны — Ретель.
Код INSEE коммуны — 08014.
Коммуна расположена приблизительно в 165 км к северо-востоку от Парижа, в 55 км севернее Шалон-ан-Шампани, в 45 км к юго-западу от Шарлевиль-Мезьера.

## Население
Население коммуны на 2008 год составляло 136 человек.
| 1962 | 1968 | 1975 | 1982 | 1990 | 1999 | 2008 |
| ---- | ---- | ---- | ---- | ---- | ---- | ---- |
| 84   | 95   | 90   | 89   | 110  | 118  | 136  |

## Администрация
| Период | Период | Фамилия       | Партия | Должность |
| ------ | ------ | ------------- | ------ | --------- |
| 1995   | 2001   | Доминик Тассо |        |           |
| 2001   |        | Дени Фрикотто |        |           |

## Экономика
В 2007 году среди 79 человек в трудоспособном возрасте (15—64 лет) 57 были экономически активными, 22 — неактивными (показатель активности — 72,2 %, в 1999 году было 77,0 %). Из 57 активных работали 53 человека (30 мужчин и 23 женщины), безработными были 4 мужчин. Среди 22 неактивных 11 человек были учениками или студентами, 3 — пенсионерами, 8 были неактивными по другим причинам.

## Фотогалерея
- Аннель
- Карта коммуны